# Comité Olímpico e Interfederal Belga
El Comité Olímpico Interfederal Belga, abreviado BOIC, es el Comité Olímpico Nacional de Bélgica. Su sede administrativa está ubicada en la ciudad de Bruselas.

## Historia
El Comité Olímpico Interfederal Belga fue fundado y reconocido por el Comité Olímpico Internacional el 1 de enero de 1906.

## Presidentes
Desde su fundación, los presidentes del BOIC fueron:
| Presidente                   | Mandato   |
| ---------------------------- | --------- |
| Édouard de Laveleye          | 1906-1923 |
| Henri de Baillet-Latour      | 1923-1942 |
| Albert de Ligne              | 1942-1945 |
| Rodolphe William Seeldrayers | 1945-1955 |
| Victor Boin                  | 1955-1965 |
| Raoul Mollet                 | 1965-1989 |
| Jacques Rogge                | 1989-1992 |
| Adrien Vanden Eeden          | 1992-1998 |
| Francois Narmon              | 1998-2004 |
| Pierre-Olivier Beckers       | 2004-     |

## Comité ejecutivo
- Presidente: Pierre-Olivier Beckers
- Vicepresidentes: Tom Van Damme, Jean-Michel Saiv
- Secretario general: Philippe Vander Putten
- Tesorero: Marc Coudron
- Miembros: Dominique Gavage, Sven Serré, Yuhan Tan